# Umetni jezik
Umétni jêzik je načrtovan izdelek posameznika ali skupine ljudi, za razliko od naravnih jezikov, ki nastajajo s postopnim razvojem kot del kulture naroda ali etnične skupnosti. Pogost namen ustvarjalcev umetnih jezikov je olajšanje sporazumevanja med pripadniki različnih jezikovnih skupnosti (pomožni sporazumevalni jezik). Med umetne jezike lahko štejemo tudi programske jezike, ki pa so namenjeni izdelovanju računalniških programov, to je navodil za delovanje računalnikov. Pri ustvarjanju nekaterih fantazijskih pripovednih del so si avtorji izmislili jezike, ki naj bi jih uporabljale prikazane osebe, na primer v literarnih delih J.R.R. Tolkiena in v TV nadaljevanki Zvezdne steze.
Kot sporazumevalni jezik med govorci različnih jezikovnih skupnosti se pogosto uporablja eden izmed živih jezikov, ali pa na hitro nastala mešanica jezikov (glej lingua franca, pidžin)
Ločimo a priori in a posteriori umetne jezike. A priori jezik ne temelji na obstoječih jezikih, medtem ko jezikovne značilnosti (besedišče, slovnica, itd.) a posteriori jezika izhajajo iz enega ali več že obstoječih jezikov. Ta delitev ni absolutna, saj lahko jezik spada glede neke jezikovne značilnosti v eno, glede druge značilnosti pa v drugo skupino.
Najbolj razširjen umetni sporazumevalni jezik je esperanto, ki temelji pretežno na korenih romanskega izvora, s ščepcem drugih besed. Eden novejših poskusov pomožnega sporazumevalnega jezika za širše slovansko jezikovno območje je medslovanski jezik, ki temelji na stari cerkveni slovanščini. Medslovanščina bi naj bila hitro razumljiva brez učenja za ljudi, ki znajo enega izmed slovanskih jezikov.